# Thalerastria nigrivittata
Thalerastria nigrivittata là một loài bướm đêm trong họ Noctuidae.